# Buret
Buret (angl.: bourette, něm.: Bourette) je obchodní označení jednobarevné bezlesklé tkaniny z buretového hedvábí. 
Tkanina se vyrábí nejčastěji v plátnové vazbě s hmotností 150 - 180 g/m2. Má poměrně drsný omak, povrch s nepravidelnou strukturou s drobným uzlíky, výrobky jsou pružné a hřejivé.
Používá se na košile, šaty, bundy, kostýmy a lehké přikrývky.  